# 庚申之劫
庚申之劫一般是指清咸丰十年（1860年），江苏和浙江在太平天国战争中经济文化遭受严重破坏的这一个重要事变。作为主战场的苏南和浙江地区人口从战前的6193.0万减少到战后的3077.9万，损失率达到50.3%。

## 江苏

### 苏州
1860年5月，太平天国忠王李秀成攻打苏州。江苏巡抚徐有壬和总兵马德昭接连颁布三道命令，烧毁城外商业区，以巩固城防：“首令民装裹，次令迁徙，三令纵火”。于是曾经繁华盖世的阊门商业区，包括阊门到枫桥寒山寺的上塘街，阊门到虎丘的山塘街，阊门到胥门的南濠街，乃至城内的西中市等等，转眼之间全都化为灰烬，数十万苏州市民逃往上海租界避难。时人曾作《姑苏哀》：“清军十万仓皇来，三日城门闭不开。抚军下令烧民屋，城外万户成寒灰。健儿应募尽反颜，弃甲堆积如丘山。”
被焚毁的重要建筑包括：
1. 山塘街半塘桥全晋会馆。

战后，苏州作为全国经济中心的地位已经为上海所取代，阊门商业区只有小规模的恢复，其地位甚至不及城内的观前街。

### 无锡
无锡古城中心规模宏大的崇安寺和无锡洞虚宫均毁于这次兵灾。

### 淮安
同一年2月，江苏北部京杭大运河畔的商业重镇，驻有南河总督的清江浦（今淮安市主城区）也被前来夺取粮食的捻军攻破，清江浦二十里长的街市，连同属于户部的皇仓和属于工部的四大船厂被完全焚毁。而15公里外驻有漕运总督的淮安府城（今淮安市淮安区）因为城墙高大坚固才得以幸免，淮安府新城西门外盐商聚居的河下社区，以及介于清江浦之间设有钞关的商业市镇板闸则同时被毁。

## 浙江

### 杭州
人口锐减，从当时世界十大都市中除名。经济严重破坏。

### 嘉兴
南湖烟雨楼毁。

### 湖州
太平天国最后的据点，作为当时富裕的城市，人口从300万锐减到10万，丝绸贸易中断，大量富户移居上海租界。

## 影响
苏州和杭州从此退出世界十大城市的行列，上海成为江南地区乃至全国的经济中心。